# Marjorie Hughes
Marjorie Hughes (Marjorie Carle, * 15. Dezember 1925, Springfield, Massachusetts) ist eine amerikanische Sängerin.

## Leben
Hughes ist die Tochter des Bandleaders und Pianisten Frankie Carle. Sie begann ihre Karriere als Sängerin in der Band ihres Vaters. Nachdem die Sängerinnen Betty Bonney (aka Judy Johnson) und Phyllis Lynne bei der Band begonnen hatten, aber wieder gegangen waren, machte Carle Probehören (auditioning) mit verschiedenen Sängerinnen – einige persönlich und einige durch Demo-Aufnahmen. Carles Frau legte heimlich ein Demo ihrer Tochter aus einer Radioaufzeichnung dazu, wo Marjorie mit der Paul Martin Band aufgetreten war. Carle gefiel die Sängerin, die er auf dem Demo hörte, ohne zu wissen, dass es Marjorie war. Als er sich entschied seiner Tochter eine Chance in seiner Band zu geben, änderte er jedoch ihren Namen in Marjorie Hughes, damit in der Öffentlichkeit nicht bekannt würde, dass sie seine Tochter war, bis klar war, dass sie auch mithalten könnte. Die Band landete einen Hit mit Marjorie als Sängerin: „Oh, What It Seemed To Be“. Mit dem Erfolg dieses Songs verkündete Walter Winchell, dass Marjorie Hughes tatsächlich Frankie Carles Tochter war.
Marjorie hörte 1948 mit Singen beim Carle Orchestra auf „aufgrund von Krankheit“ („because of illness“). 1950 arbeitet sie in Fernsehshows und beim Radio an der Westküste. 1949 war sie die Hauptsängerin bei Your Hit Parade on Parade.

## Familie
Marjorie heiratete 1945 Hughey Hughes, einen Pianisten in Carles Orchester. Nach vier Jahren erfolgte die Scheidung (1949).